# كليم تشوريوموف
كليم تشوريوموف (بالأوكرانية: Клим Іванович Чурюмов)‏ (و. 1937 – 2016 م) هو عالم فلك، وكاتب من الاتحاد السوفيتي. ولد في ميكولايف.
توفي في خاركيف، عن عمر يناهز 79 عاماً. بسبب سكتة دماغية.

## التعليم
تعلم في جامعة تاراس شفتشينكو الوطنية في كييف.

## جوائز
حصل على جوائز منها:
- وسام الاستحقاق.